# Minorité nationale (Hongrie)
La minorité nationale (nemzeti kisebbség) est un terme juridique hongrois qui désigne les groupes ethno-culturels ayant une présence historique en Hongrie et rattachés par leurs langues et leurs origines à des nations extérieures à la nation hongroise. Il existe 12 minorités nationales reconnues officiellement par la loi en Hongrie : les Bulgares, les Grecs, les Croates, les Polonais, les Allemands, les Arméniens, les Roumains, les Ruthènes, les Serbes, les Slovaques, les Slovènes et les Ukrainiens. Les Roms de Hongrie ont le statut de minorité ethnique (etnikai kisebbség).
La loi de 1993 leur donne le droit de voter à l'échelle nationale ainsi qu'à l'échelon de chaque collectivité territoriale (comitats et localités) pour leurs propres représentants. Ces collectivités de minorité (kisebbségi önkormányzat) disposent ainsi de compétences particulières pour fixer le calendrier de leurs fêtes et célébrations, contribuer à la préservation de leurs traditions et participer à l'éducation publique. Ces collectivités particulières peuvent ainsi gérer des théâtres publics, des bibliothèques, des institutions scientifiques et artistiques, attribuer des bourses d'études et dispenser des services en direction de leur communauté (aides juridiques notamment).

## Les catégories

### La minorité allemande

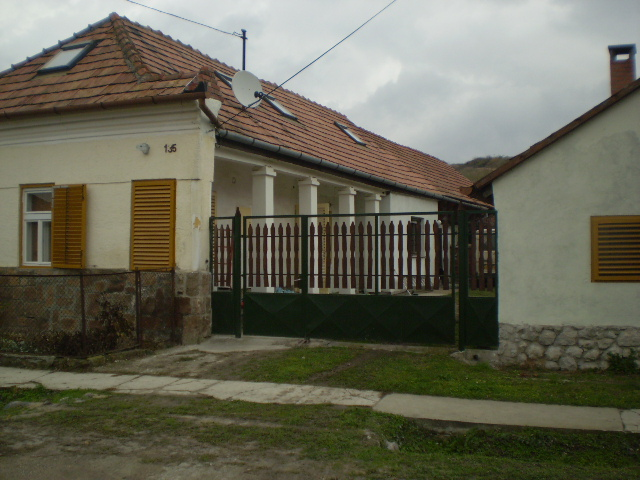
Maison souabe à Egerszalók.

La minorité allemande (német kisebbség) représente environ 2,3 % de la population hongroise, soit 230 000 individus (dont 131 951 se sont déclarés tels au recensement de 2011). La grande majorité d'entre eux est issu de l'immigration des Souabes du Danube (dunai svábok en hongrois, Donauschwaben en allemand) dans la plaine des Carpates. Avant 1918, on en comptait encore 1 500 000 dans tout le territoire du Royaume de Hongrie (Hongrie, Slovaquie, Transylvanie et Voïvodine). Une grande partie d'entre eux a été chassée par les gouvernements communistes après la défaite de l'Allemagne nazie en 1945. 
Les quelques communautés restées sur place ont alors été considérées comme « ennemies de l'État » et faisaient l'objet d'une forte discrimination de la part de l'administration publique (comme l'interdiction d'entrer à l'université par exemple). En 1956, beaucoup d'entre eux profitent de la brève ouverture des frontières pour gagner l'Autriche. Leur première reconnaissance officielle au cours des années 1980 se fait par l'officialisation de l'allemand comme langue minoritaire.

### La minorité arménienne
Il existe environ 15 000 Arméniens en Hongrie, soit 0,17 % de la population totale (dont 3 293 se sont déclarés tels au recensement de 2011). Ils vivent majoritairement à Budapest, la capitale, et dans le comitat de Pest. Ils descendent pour la plupart d'entre eux de groupes ayant émigré vers le Royaume de Hongrie pendant le Moyen Âge. La ville de Gherla a notamment été fondée par eux.

### La minorité bulgare
La communauté bulgare de Hongrie compte 3 556 personnes (0,02 % de la population) selon le recensement officiel de 2011, mais ce nombre pourrait atteindre près de 7 000 individus.

### La minorité croate

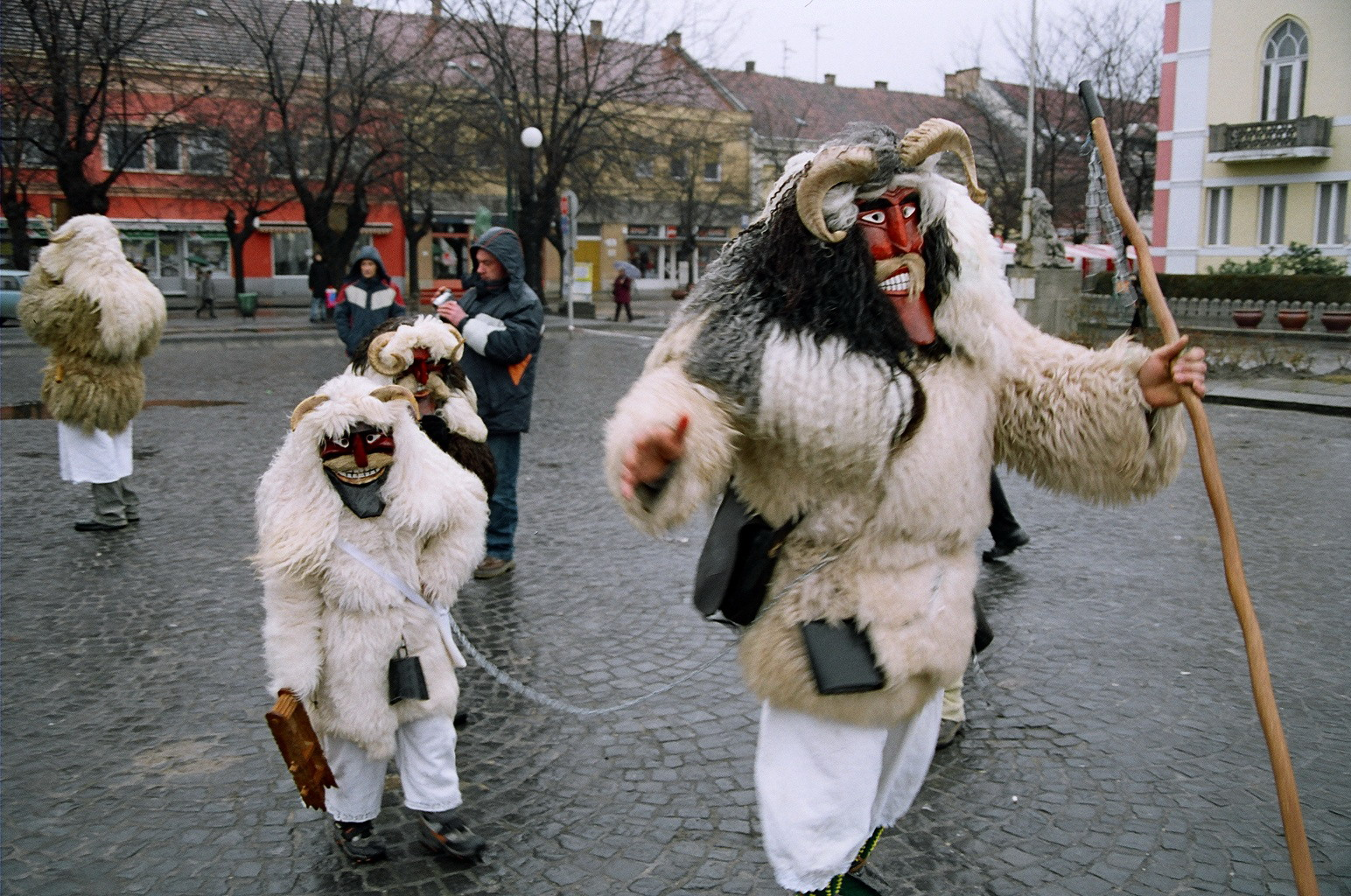
Šokci en masques traditionnels célébrant la fin de l'hiver à Mohács.

On compte environ 25 000 Croates en Hongrie soit 0,27 % de la population (23 561 selon le recensement de 2011). De religion catholique, on les retrouve essentiellement à la frontière entre la Hongrie et la Croatie, c'est-à-dire dans les comitats de Baranya (7 200 individus soit 1,79 %), de Somogy et de Zala. 
La minorité croate est constituée de deux sous-groupes ethno-linguistiques : les Šokci (Sokác en hongrois) et les Bunjevcis (Bunyevác). Ces derniers revendiquent même le statut de minorité nationale à part entière.

### La minorité grecque
3 916 personnes se sont déclarées grecques au recensement de 2011.

### La minorité polonaise
5 730 personnes se sont déclarées polonaises au recensement de 2011.

### La minorité roumaine
26 345 personnes se sont déclarées roumaines au recensement de 2011.

### La minorité ruthène
3 323 personnes se sont déclarées ruthènes au recensement de 2011.

### La minorité serbe
La communauté serbe est majoritairement installée à Budapest. Elle compte entre 7 000 et 10 000 membres (soit environ 0,1 % de la population) mais seulement 3 500 locuteurs (7 210 Serbes et 3 708 locuteurs selon le recensement de 2011). Les Serbes sont majoritaires dans le village de Lórév (en 2001: 180 personnes sur 307; soit 58 %) située sur l'Île de Csepel.
Ils se sont installés en Hongrie durant l'occupation ottomane à la suite de la bataille de Mohács (1526). Les forces ottomanes dans le pays étaient majoritairement des Slaves du Sud (Serbes, Bosniaques ou Croates). Au début du XVIIIe siècle, les Serbes étaient ainsi majoritaires dans plusieurs villes de Hongrie dont Buda, Pécs, Szeged (1720 : 88 %) ou Baja. En 1920, les Serbes sont majoritaires dans le Baranya où une république indépendante est proclamée (14 au 25 août 1921). Lorsque ce comitat est partagé entre la Hongrie et la Yougoslavie, de nombreux Serbes (environ les deux tiers) décident de rejoindre le nouvel État slave. Le patrimoine serbe est très important en Hongrie : outre la ville de Szentendre qui compte de nombreuses églises orthodoxes, on dénombre également de nombreux monastères serbes dans le reste du pays. 

### La minorité slovaque
29 647 personnes se sont déclarées slovaques au recensement de 2011.

### La minorité slovène
Les Slovènes de Hongrie vivent surtout dans le sud-ouest du pays, dans la région de Szentgotthárd et dans le comitat de Vas, près de la triple frontière avec l'Autriche et la Slovénie. Leur présence dans cette région remonte au VIe siècle, soit près de quatre siècles avant l'arrivée des tribus magyares (896). Après la Première Guerre mondiale, la majorité des territoires peuplés par des Slovènes est attribuée au Royaume des Serbes, Croates et Slovènes, future Yougoslavie.
En 2001, on dénombre environ 5 000 Slovènes en Hongrie (dont 2 385 se sont déclarés tels au recensement de 2011), contre 7 000 en 1920. Ces Slaves de religion catholique sont souvent assimilés aux Wendes.

### La minorité ukrainienne
5 633 personnes se sont déclarées ukrainiennes au recensement de 2011.

## Les demandes de reconnaissance officielle
Selon la Constitution hongroise, il faut une pétition de 1 000 personnes pour obtenir le droit de consulter le Parlement afin d'obtenir le statut de minorité et constituer ainsi des collectivités. Ce statut, s'il est reconnu par les deux tiers des députés, permet d'obtenir une contribution financière de la part de l'État.
En janvier 2008, plus de 1 500 ans après leur invasion de l'Europe (vers 450), une pétition est signée par environ 2 400 personnes  visant à reconnaître l'existence d'une minorité hunnique dans le pays. Cette demande est rejetée en avril 2008. Ce mouvement mené par Imre Joshua Novak estime que les tribus des Huns s'étaient unifiées vers -6043 et régnaient alors sur le monde depuis l'île d'Atais, prétendument disparue en -5038. Selon ce même mouvement, ce sont les Huns qui auraient construit les pyramides d'Égypte et seraient les ascendants des Magyars,.
De façon très régulière, quelques groupes juifs de Hongrie demandent également une reconnaissance officielle comme minorité nationale.